# Kiel-Holtenau

Karte von Holtenau und Umgebung von 1898

Kiel-Holtenau (dänisch: Holtenå) ist ein Stadtteil von Kiel. Kiel-Holtenau befindet sich am Endpunkt des Nord-Ostsee-Kanals an der Kieler Förde (Ostsee) und ist bekannt für seine großen Schleusen für Seeschiffe und als Standort des Kieler Flugplatzes. Nördlich von Kiel-Holtenau befindet sich der Olympiahafen in Kiel-Schilksee.
Wahrzeichen Holtenaus sind neben Schleusen und Kanal der Leuchtturm Holtenau und der Tiessenkai. Ein weiteres markantes Bauwerk ist das Kanal-Packhaus. Die Holtenauer Hochbrücken sind zwar unübersehbar, weisen aber nicht mehr die Besonderheiten der ersten Kanal-Hochbrücke von Friedrich Voß auf, von der nur noch kleinste Reste vorhanden sind.

## Geographie
Holtenau liegt im südöstlichsten Zipfel des Dänischen Wohldes. In der Kanalstraße ist noch an einigen Stellen das ehemalige Steilufer der Levensau zu erkennen, ehemals Grenzfluss zwischen Schleswig und Holstein. Das ehemalige Dorf Holtenau ist heute durch eine dichte Wohnbebauung geprägt. Da aber auch der Flughafen, das ehemalige Militärgelände, Hafengebiet und nördlich des Flughafens sogar landwirtschaftliche Flächen zum Stadtteilgebiet gezählt werden, ist die offizielle Bevölkerungsdichte vergleichsweise niedrig. Begrenzt wird der Stadtteil 18 – Holtenau im Nordosten von der Bahnstrecke Neuwittenbek–Kiel Schusterkrug, im Osten vom Kieler Hafen bzw. von der Kieler Förde, im Süden vom Südufer des Nord-Ostsee-Kanals. Im Westen hat Holtenau eine Wassergrenze im Nord-Ostsee-Kanal. Bis zum Gut Knoop ist hier das Nordufer des Nord-Ostsee-Kanals die Grenze. Ab diesem Punkt verläuft die Grenze schräg über den Nord-Ostsee-Kanal zum Südufer kurz vor den Levensauer Hochbrücken. Von der Villa Hoheneck bis hoch zur Bahnstrecke Neuwittenbek–Kiel Schusterkrug bildet dann die Bundesstraße 503 die Stadtteilgrenze. Nordwestlich liegt Altenholz, nordöstlich Pries und südlich die Wik. Die östlich angrenzenden Wasserflächen zählen zum Stadtteil Friedrichsort.

## Geschichte
In alten Urkunden finden sich die Bezeichnungen Olthena oder Altena. Möglicherweise bezeichnet die Wortendung -a das spätere Wort au, denn nicht zuletzt zeigt der Name Levensau, dass aus dem Nordischen stammende Bezeichnungen durchaus in Gebrauch waren. Der Zusammenhang mit dem heutigen Holtenau ist ungeklärt.
Seit dem 15. Jahrhundert finden sich sichere Informationen über das Bauerndorf Holtenau. 1479 wird Holtenau in einer Urkunde als „Holtena ime kerspel to Stabbenhagen“ erwähnt. Das Dorf gehörte erst zum Gut Knoop, dann ab 1575 mit acht Hufen und vier Katen zum Gut Seekamp, das dort im 17. Jahrhundert am Ort der heutigen Dankeskirche einen Meierhof errichtete. Da die Siedlung nördlich der Levensau lag, gehörte sie zu Schleswig. Der Großteil der Stadt Kiel gehört zu Holstein.
Der Bau des Alten Eider-Kanals im Süden des Dorfes und dessen Fertigstellung 1779 hatte nur geringen Einfluss auf den Ort.
1791 wurde im Gutsbezirk Seekamp und damit auch in Holtenau die Leibeigenschaft aufgehoben. Zu diesem Zeitpunkt verfügte Holtenau über vier Hofstellen, zwei Halbhufen und zusammengenommen 25 Katen- und Instenstellen. Außerhalb des Dorfes gehörten auch kleinere Häusergruppen und Einzelgebäude zu Holtenau, namentlich Schusterkrug, Muschelkate, Dieken, Diestelbrook, Diekmissen und Voßbrook. Diese Grenzziehung wurde in Bezug auf den Stadtteil 18 Holtenau bis heute beibehalten, wobei durch den zwischenzeitlichen Bau des Flughafens und des MFG-5-Geländes z. B. Schusterkrug, Diekmissen und Voßbrook vom Dorf Holtenau abgetrennt wurden und somit landläufig nur noch das ursprüngliche Dorf Holtenau als Holtenau bezeichnet wird. Schusterkrug und Diekmissen gehen nahtlos in den Stadtteil Pries über und nach Aufgabe des MFG-5-Geländes werden in den nächsten Jahren mit dem Sanierungsgebiet Holtenau Ost im Voßbrook weitere Bebauungslücken zwischen Dorf Holtenau, Schusterkrug und Pries geschlossen. Nach dem Deutsch-Dänischen Krieg kam Holtenau zu Preußen und gehörte ab 1867 zum neuen Kreis Eckernförde. Es zählte damals um die 400 Einwohner. Ein Teil Holtenaus gehörte zum Kanalgutsbezirk Eckernförde.
Der 1895 fertiggestellte Kaiser-Wilhelm-Kanal (später Nord-Ostsee-Kanal) veränderte nicht nur das Gesicht Holtenaus fundamental, sondern führte durch die Schaffung von neuen Behörden für den Kanalbetrieb, den Zuzug von Händlern und Fachpersonal sowie die Schaffung notwendiger Infrastruktur (z. B. Brücke und Fähre über den Kanal) zu einer neuen Bebauung, die den dörflichen Charakter zurückdrängte. Zu dieser Zeit hatte Holtenau knapp 1100 Einwohner.
Wie an der gesamten Kieler Förde wurden auch in Holtenau Befestigungsanlagen errichtet (Fort Holtenau), die jedoch nie zum Einsatz kamen und nach dem Ersten Weltkrieg geschleift wurden. 1913 wurde Holtenau zur Keimzelle des kaiserlichen Seefliegerwesens, aus dem später die Marinefliegerei hervorging. 1916/1917 war Gunther Plüschow, einer der berühmtesten Frontflieger im Ersten Weltkrieg und in der Marinegeschichte als „Flieger von Tsingtau“ bekannt, Kommandant der Seefliegerstation.
Das Ende des Ersten Weltkriegs und der Monarchie brachten auch den vorläufigen Abzug der Marine und der Seeflieger. Als Holtenau 1922 nach Kiel eingemeindet wurde, zählte man über 3000 Einwohner.
In den 1920er Jahren kam es nach der Eingemeindung auch zu einer Veränderung des Holtenauer Ortsbildes durch den vollständigen Abriss der Holtenauer Festungsanlagen (Fort Holtenau), die dem Schutz der Festung Friedrichsort als zentraler Kieler Festung und damit der Förde als Kriegshafen dienten, und dem Bau eines Flugplatzes. Im Jahr 1928 wurde der Flugplatz Kiel-Holtenau in Betrieb genommen, der im Zuge der Aufrüstung der Wehrmacht zu seiner heutigen Größe ausgebaut wurde.
Von 1934 bis 1945 war Holtenau erneut Standort von Einheiten der Reichs- bzw. Kriegsmarine sowie einer Seenotstaffel der Luftwaffe. Im Zweiten Weltkrieg blieb Holtenau trotz des Marinestandorts und einem zeitweiligen U-Boot-Bau der Werft Deutsche Werke Kiel (DWK) im Bereich des Schleuseneingangs verhältnismäßig verschont von den Luftangriffen auf Kiel, die im Sommer 1944 ihren Höhepunkt erreichten. Dies wird vor allem auf die strategische Bedeutung des Nord-Ostsee-Kanals zum Verlegen von Marineschiffen der Westalliierten im sich anbahnenden Kalten Krieg mit der Sowjetunion nach dem Weltkrieg zurückgeführt.
Im Jahr 1956 wurde Holtenau Standort der Bundesmarine, die Marineflieger auf dem Fliegerhorst stationierte, wie etwa von 1958 bis 2012 das Marinefliegergeschwader 5. Aus diesem wurde das Sanierungsgebiet Holtenau Ost, auf dem 2000 Wohnungen entstehen sollen. Im Jahr 2025 wurde bekannt, dass die Bundesmarine einen Rückkauf und Nutzung prüft. Dort könnten mehrere Marine-Standorte zusammengeführt werden und Investitionen von ca. 1 Mrd. Euro erfolgen.
Im Jahr 1997 wurden Teile des Holtenauer Stadtteilgebiets nach Altenholz umgemeindet. Im Gegenzug wurden Teile des Altenholzer Gemeindegebiets Kiel-Pries zugeschlagen.

### Einwohnerentwicklung
- 1741: 140 Einwohner
- 1876: 330 Einwohner
- 1900: 1434 Einwohner + 160 Einwohner im Kanalgutsbezirk
- 1922: 3179 Einwohner
- 2014: 5204 Einwohner

## Bildung
Im Zentrum des Ortes befindet sich die Grundschule Holtenau, ehemals Grund- und Hauptschule Holtenau. Bereits im Jahr 1741 wurde die Holtenauer Schule erwähnt. Das jetzige Schulgebäude entstand 1961. Nördlich vom Flugplatz Kiel-Holtenau im Schusterkrug 5 am ehemaligen Standort der Förderschule „Emil-Nolde-Schule“ befindet sich heute die Kindertagesstätte der Lernwerft GmbH – Club-of-Rome-Schule Kiel, die ihren Sitz im Kieler Stadtteil Friedrichsort hat. Die nächstgelegenen anderen Schularten sind im Nachbarort Altenholz ein Gymnasium, in Kiel-Friedrichsort eine Gemeinschaftsschule mit gymnasialer Oberstufe und in Dänischenhagen die nächstgelegene dänische Schule.

## Kultur und Religion
Kirchlich wurde Holtenau bis 1895 von der Kirchengemeinde Dänischenhagen betreut. Dann wurde in Holtenau eine eigenständige evangelisch-lutherische Gemeinde gegründet. Zwei Jahre nach ihrer Gründung wurde die auf einer Anhöhe oberhalb des Kanals befindliche Dankeskirche eingeweiht. Ihr Name drückt die Dankbarkeit für den 1895 vollendeten Bau des Nord-Ostsee-Kanals aus. Beim Ausbau des Kieler Flugplatzes wurde die Höhe des Kirchturms 1935 von 52 Meter auf 26 Meter reduziert. 1899 wurde der Friedhof eingeweiht.
Seit 1926 ist Holtenau Standort der Seemannsmission, die im Ort zwei Seemannsheime betreibt. Auch eine evangelische dänische Gemeinde findet sich am Ort. Die Räumlichkeiten der dänischen Gemeinde in der Westenhofstraße 8 werden mit dem Kulturverein SSF (Sydslesvigsk Forening), dem Südschleswigschen Wählerverband SSW (Sydslesvigsk Vælgerforening), dem Arbeiterverein SAF (Sønderjysk Arbejderforening) und dem Hausfrauenverein (Husmoderforening) geteilt.
Die frühere römisch-katholische Elisabethkirche im Mählsweg 38 wurde 2003 aufgrund niedriger Besucherzahlen im Verhältnis zu den jährlichen Unterhaltungskosten profaniert und 2006 zu einem Architektenbüro umgebaut.
In Holtenau sind der TuS Holtenau und der FC Holtenau 07 beheimatet.

## Schifffahrt

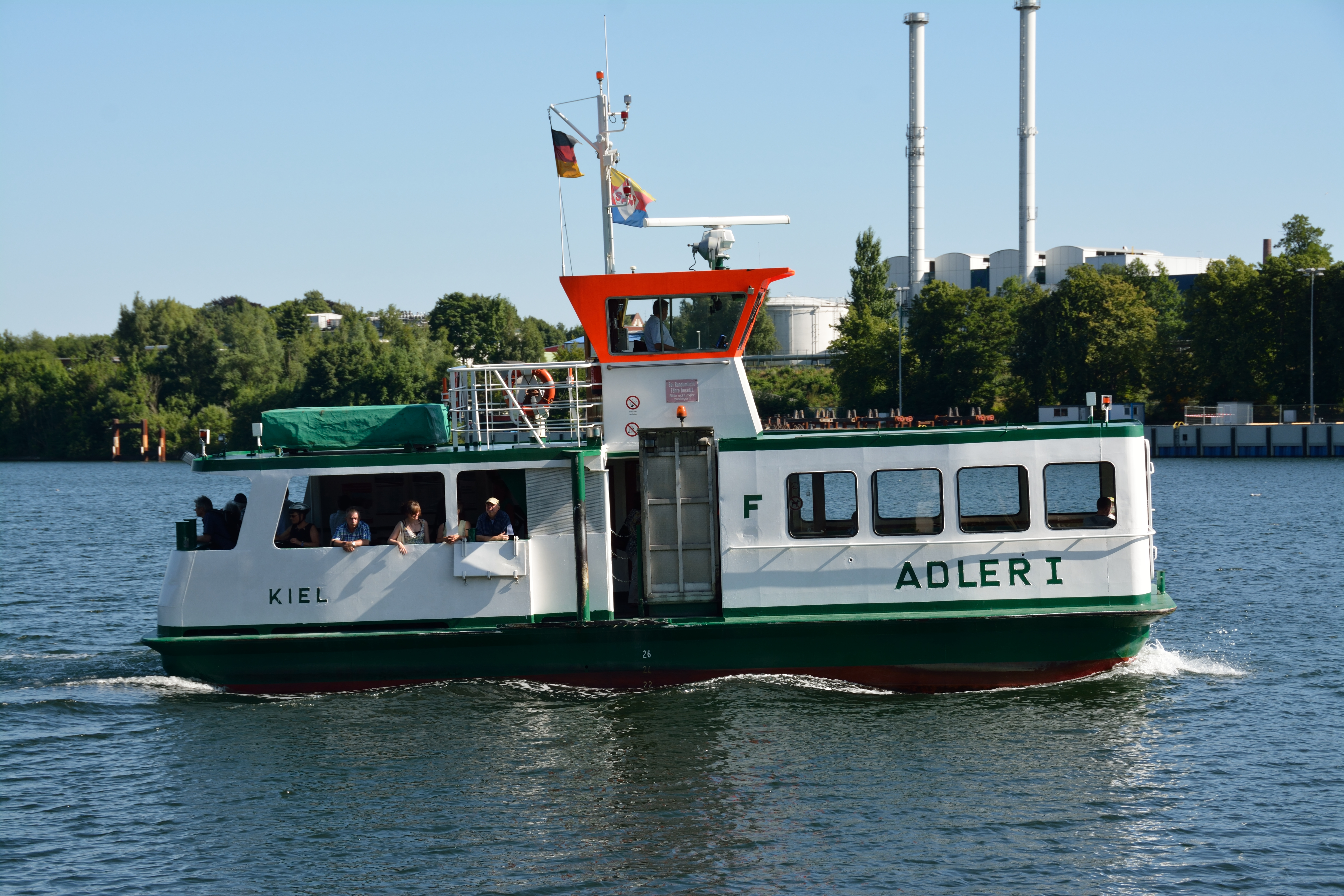
Kanalfähre Adler I

Die Kanallotsen der Lotsenbrüderschaft NOK 2 Kiel/Lübeck/Flensburg sind auf der Schleuseninsel am nördlichen Eingang des Nord-Ostsee-Kanals (NOK) stationiert. Von hier aus nehmen sie Lotsaufgaben auf dem Kanal, vor Kiel und Lübeck sowie in der Flensburger Förde wahr. Der Nord-Ostsee-Kanal ist die meistbefahrene künstliche Wasserstraße der Welt bezogen auf die Anzahl der Schiffspassagen. Schiffe einer bestimmten Größe sind verpflichtet, neben einem Lotsen auch einen Kanalsteurer an Bord zu nehmen, der im Kanal das Steuer des Schiffes übernimmt. Die Kanalsteurer sind ebenfalls in Kiel-Holtenau ansässig.
Der Verkehr für Fußgänger und Radfahrer über den Nord-Ostsee-Kanal erfolgt mit der Fähre Wik–Holtenau und wird mit der 14 Meter langen und 5 Meter breiten Adler I durchgeführt. Das bis zu 49 Personen und etwa 24 Fahrräder aufnehmende Fahrzeug befördert während der Sommermonate 3000–4000 Fahrgäste täglich auf der 3–5 Minuten langen Fahrt vom einen zum anderen Ufer, im Winter sind es nur bis zu 1000.

## Siehe auch

Informationstafel am Fundort des Meteoriten „Kiel“

## Persönlichkeiten

### Söhne und Töchter Holtenaus
- Hermann Dieckmann (1885–1957); deutscher Politiker der CDU
- Heinrich Carl Esmarch (1792–1863); Mitglied der Frankfurter Nationalversammlung

### Weitere mit Holtenau verbundene Personen
- Gerhardt Böhmig (1901–1994), Kapitän zur See und Amtsvorstand des Kanalamtes Kiel-Holtenau
- Armin Zimmermann (1917–1976), Admiral und Generalinspekteur der Bundeswehr; wohnte in Holtenau in der Waffenschmiede
- Hans Peter Jürgens (1924–2018), Kapitän und Kap Hoornier sowie Autor und einer der bekanntesten Marinemaler; lebte in Holtenau
- Jochen Steffen (1922–1987), 1965 bis 1975 Landesvorsitzender der SPD Schleswig-Holstein. wohnte in Kiel-Holtenau

## Bilder

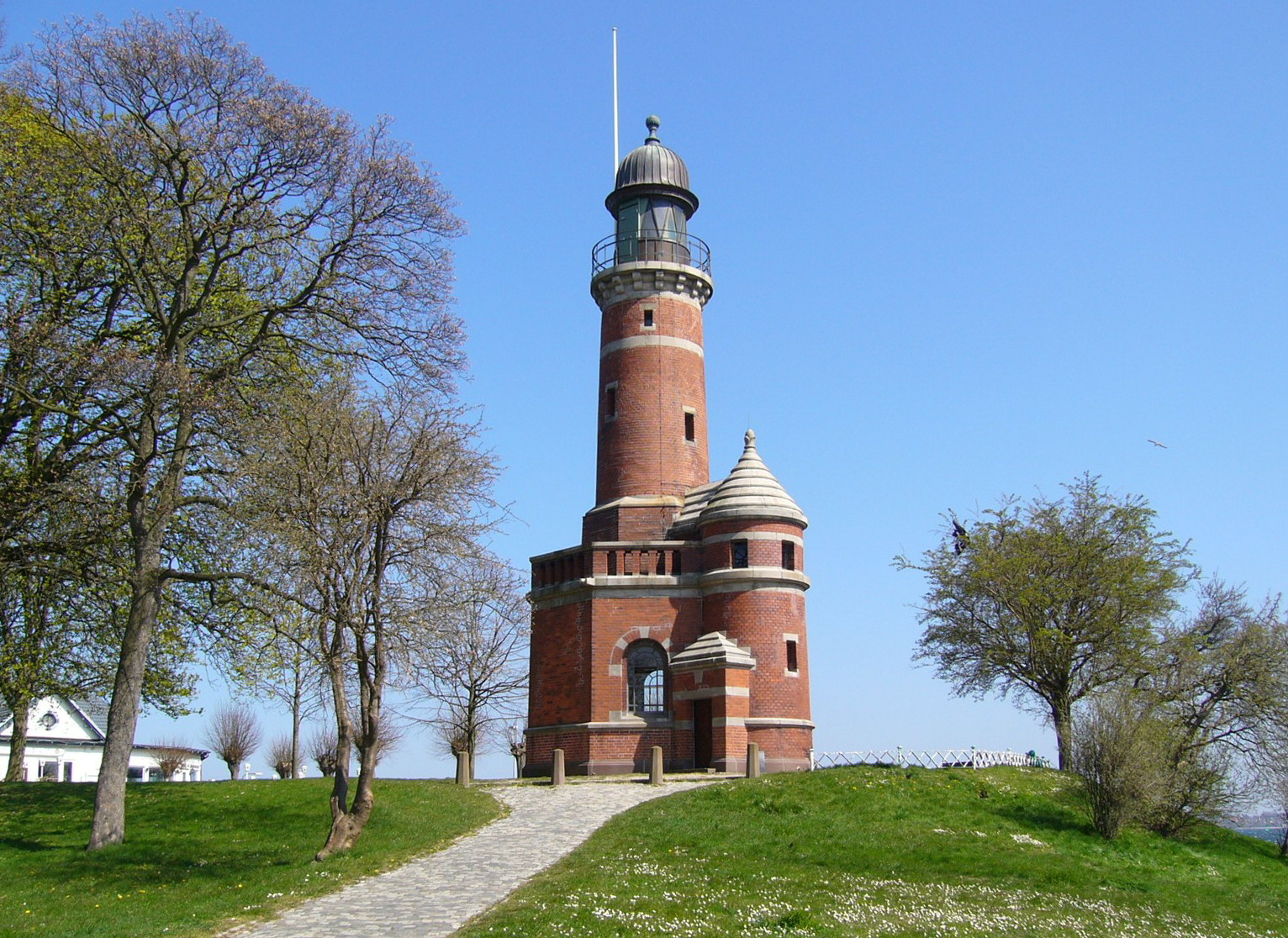
Leuchtturm Kiel-Holtenau
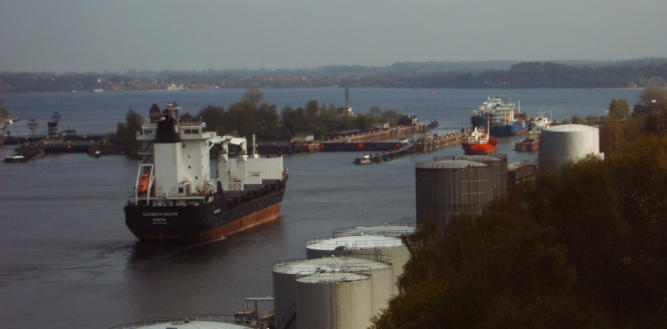
Schleusen in Kiel-Holtenau (Einmündung des Nord-Ostsee-Kanals in die Kieler Förde)
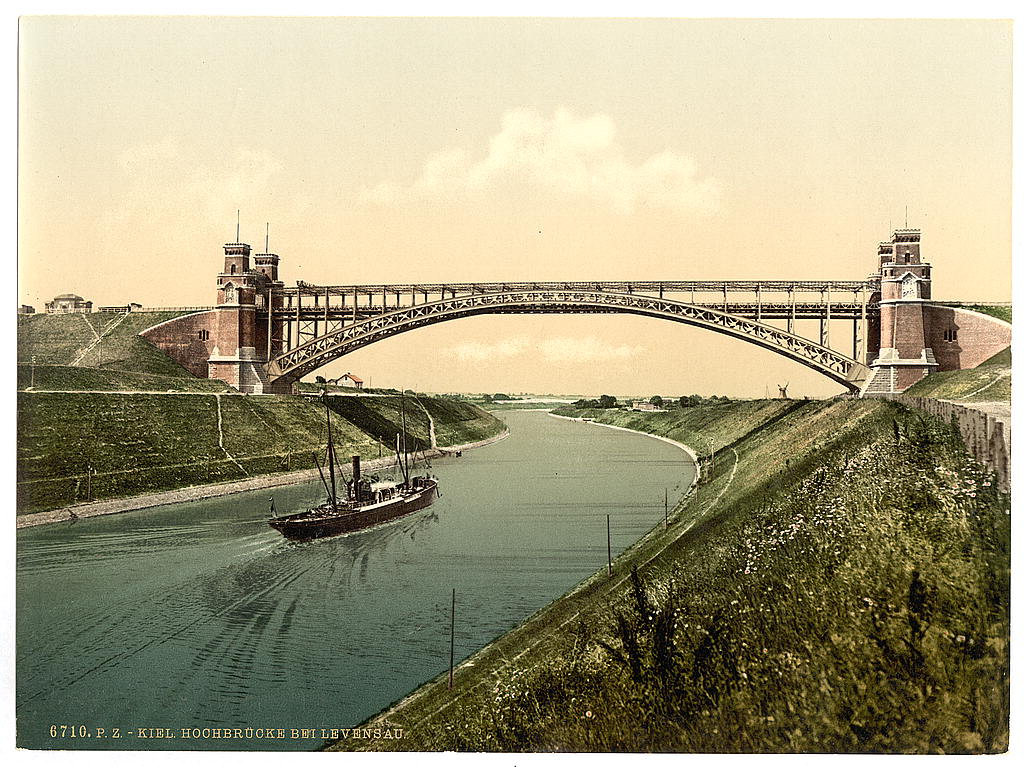
Hochbrücke Levensau um 1900
Bau der von Friedrich Voß konzipierten Prinz-Heinrich-Brücke, 1912 eingeweiht, 1992 abgebrochen
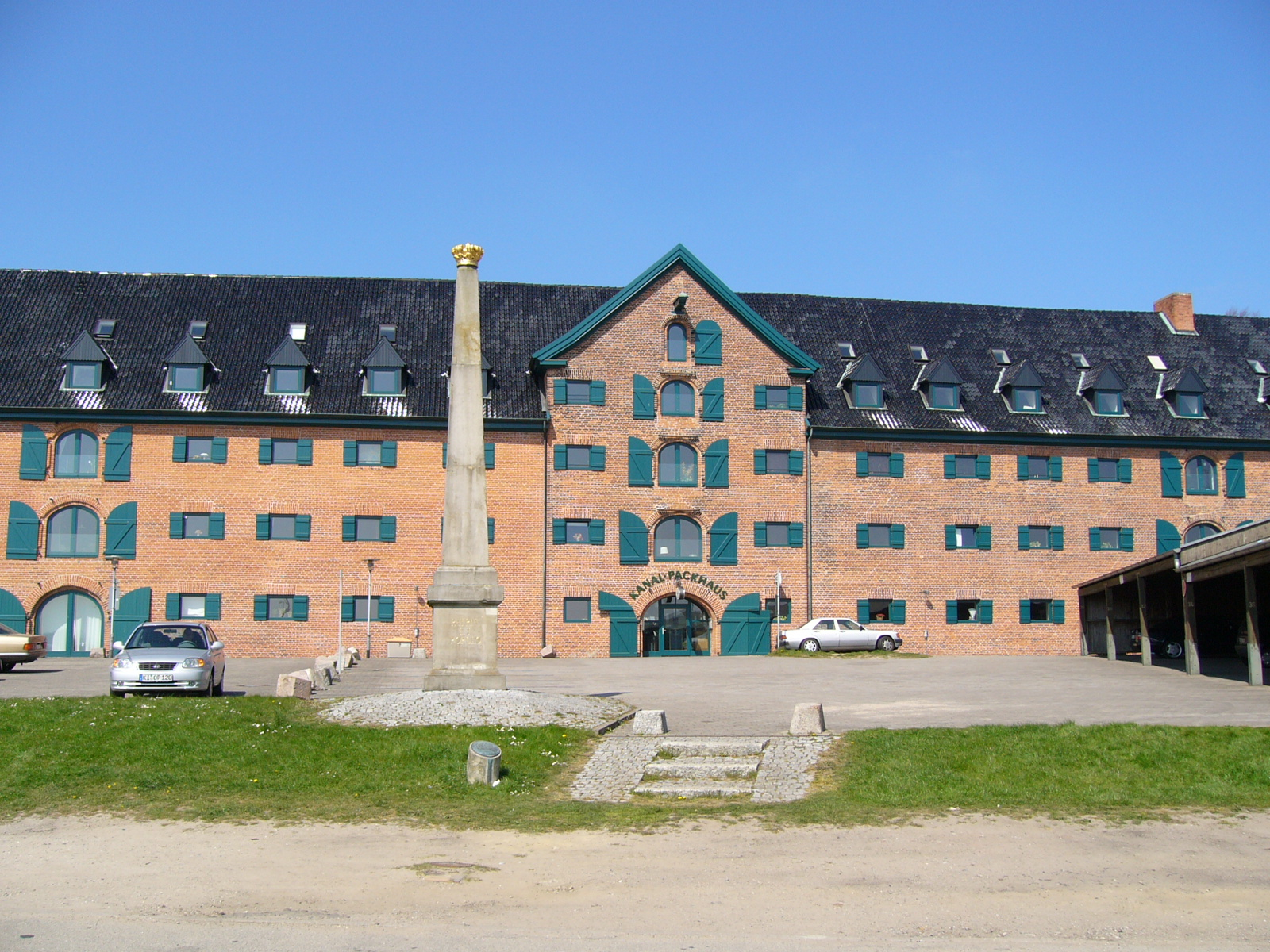
Packhaus des Eider-Kanals
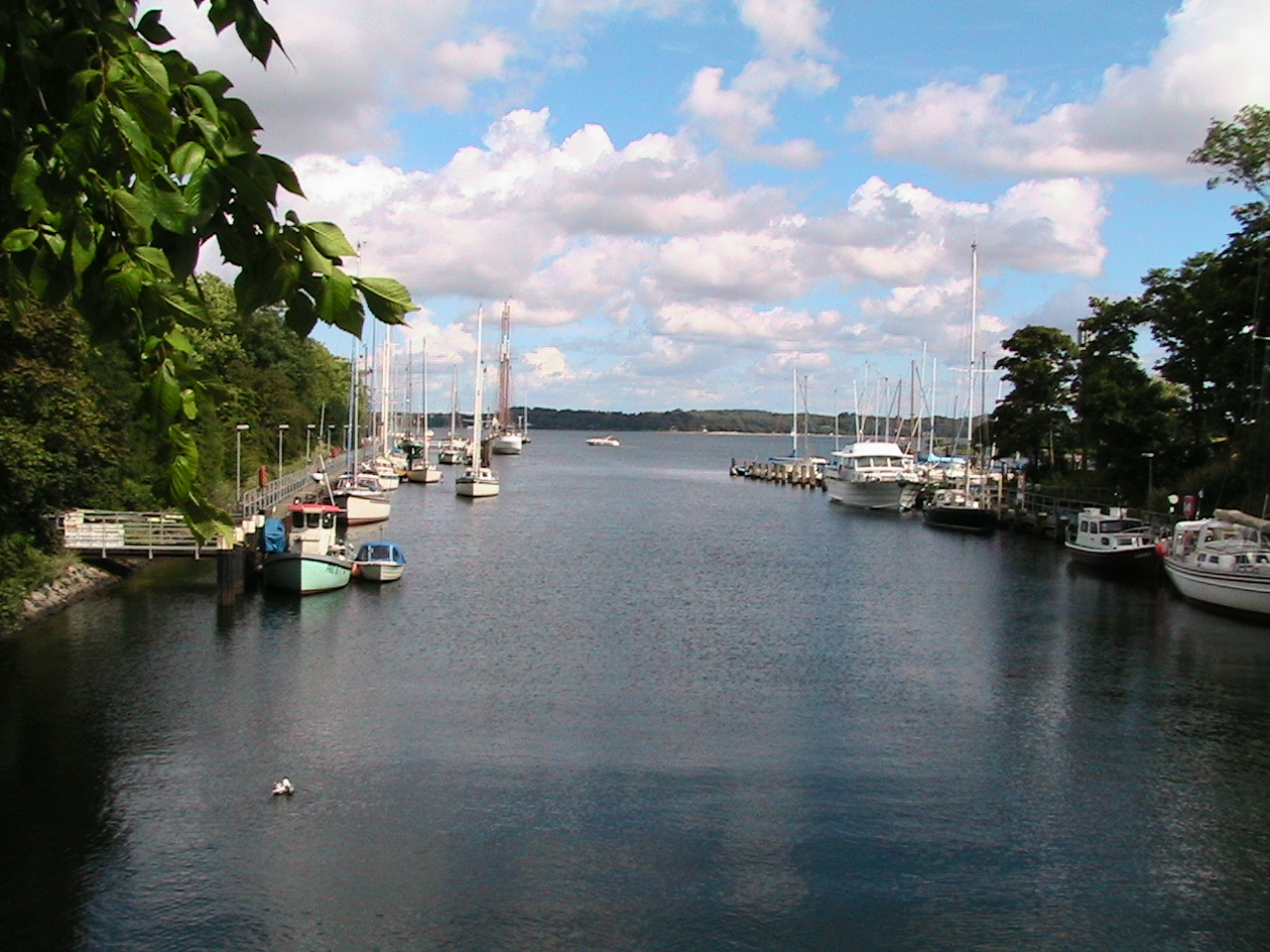
Blick von der Schleusenbrücke
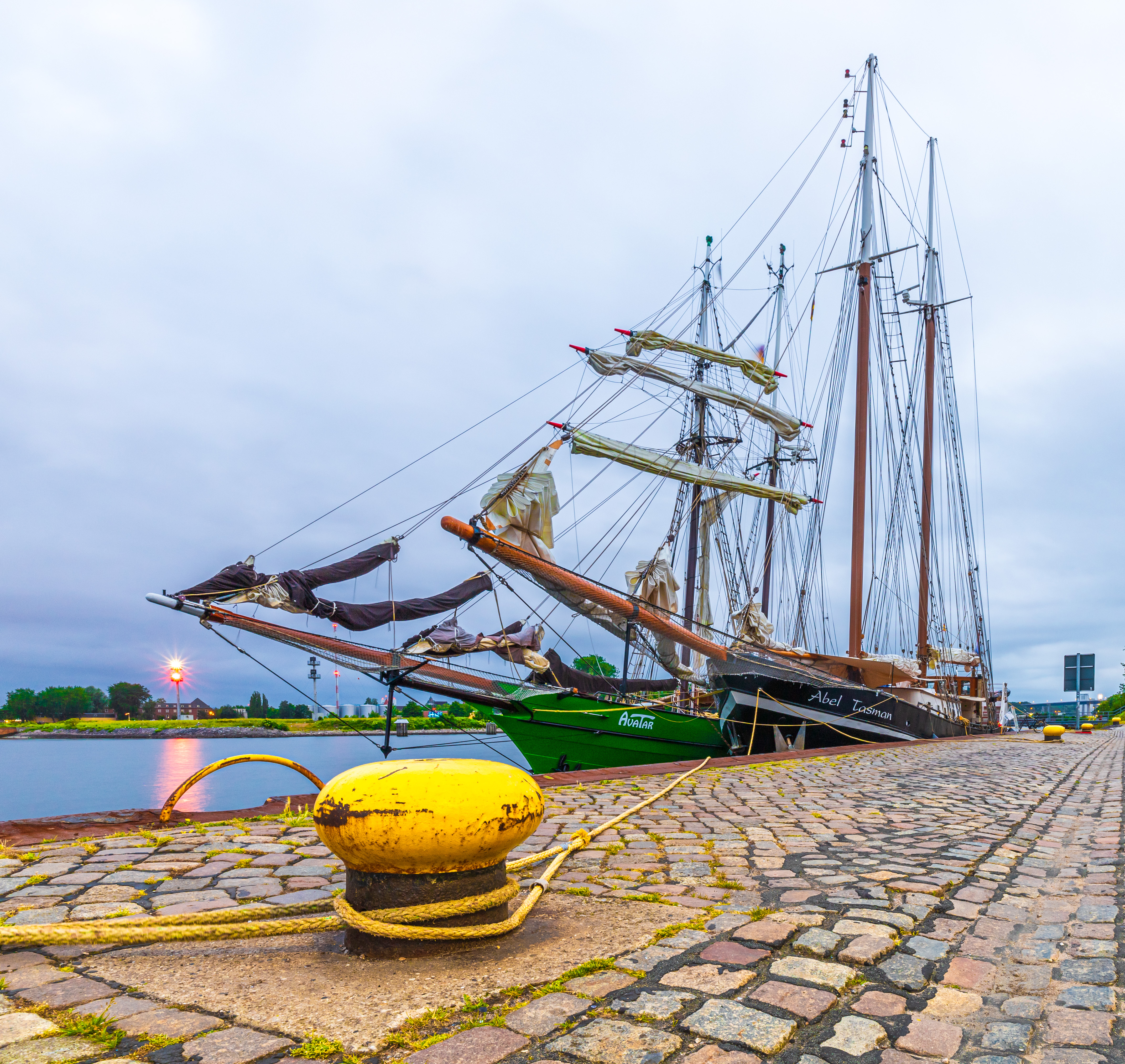
Tiessenkai, Ausgangspunkt vieler Segeltörns
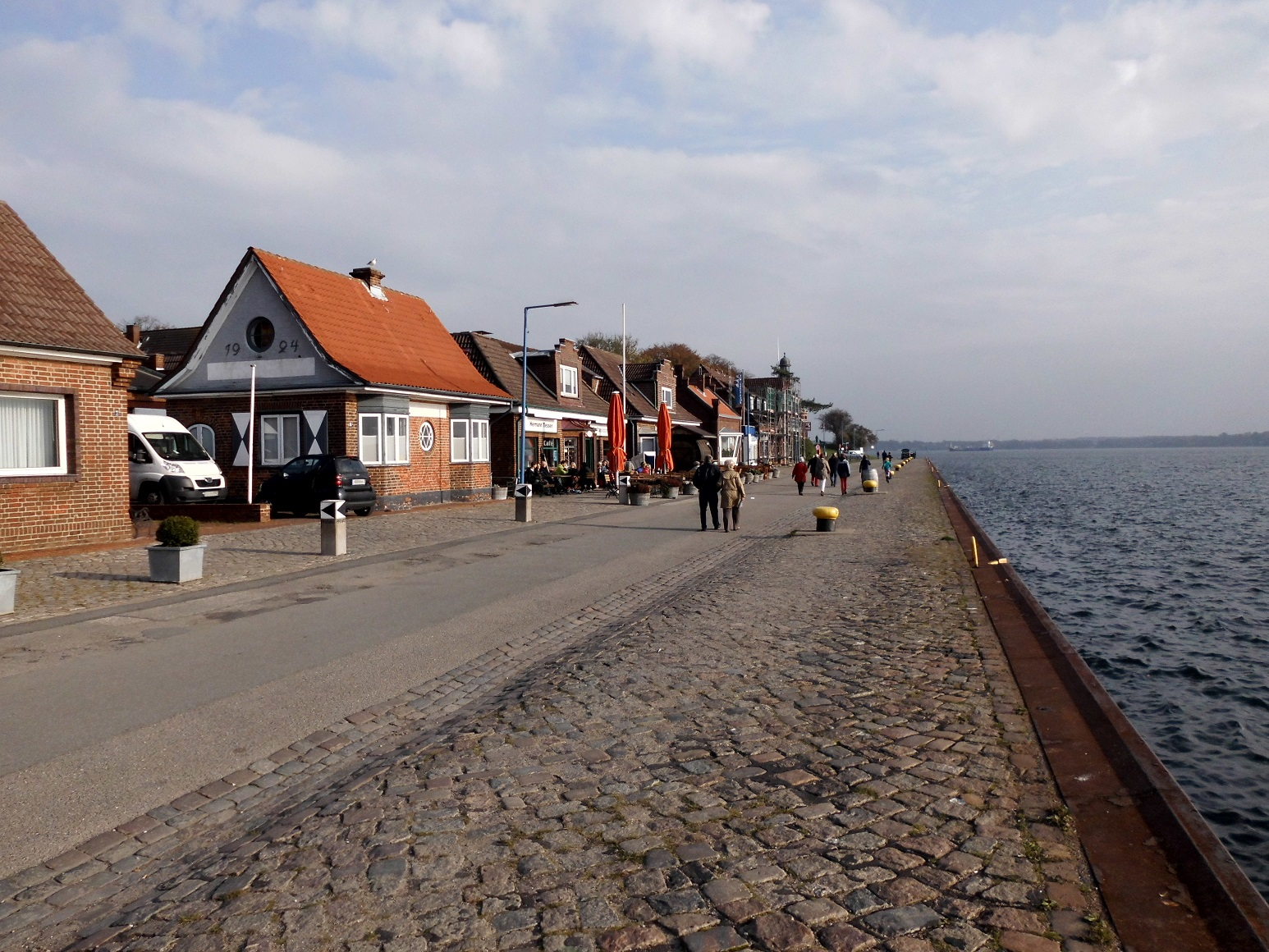
Historische Gebäude auf dem Tiessenkai
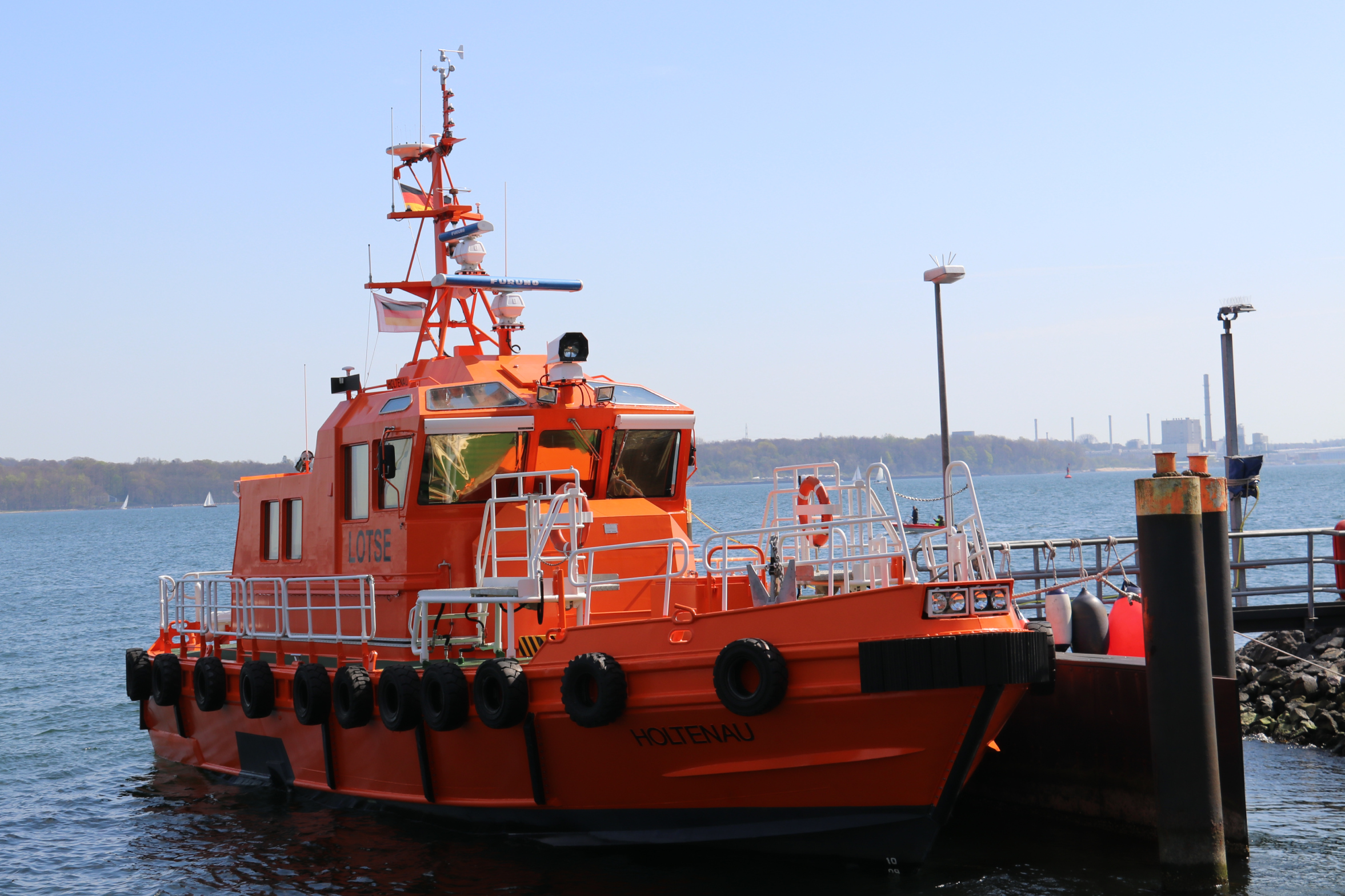
Lotsenboot Holtenau
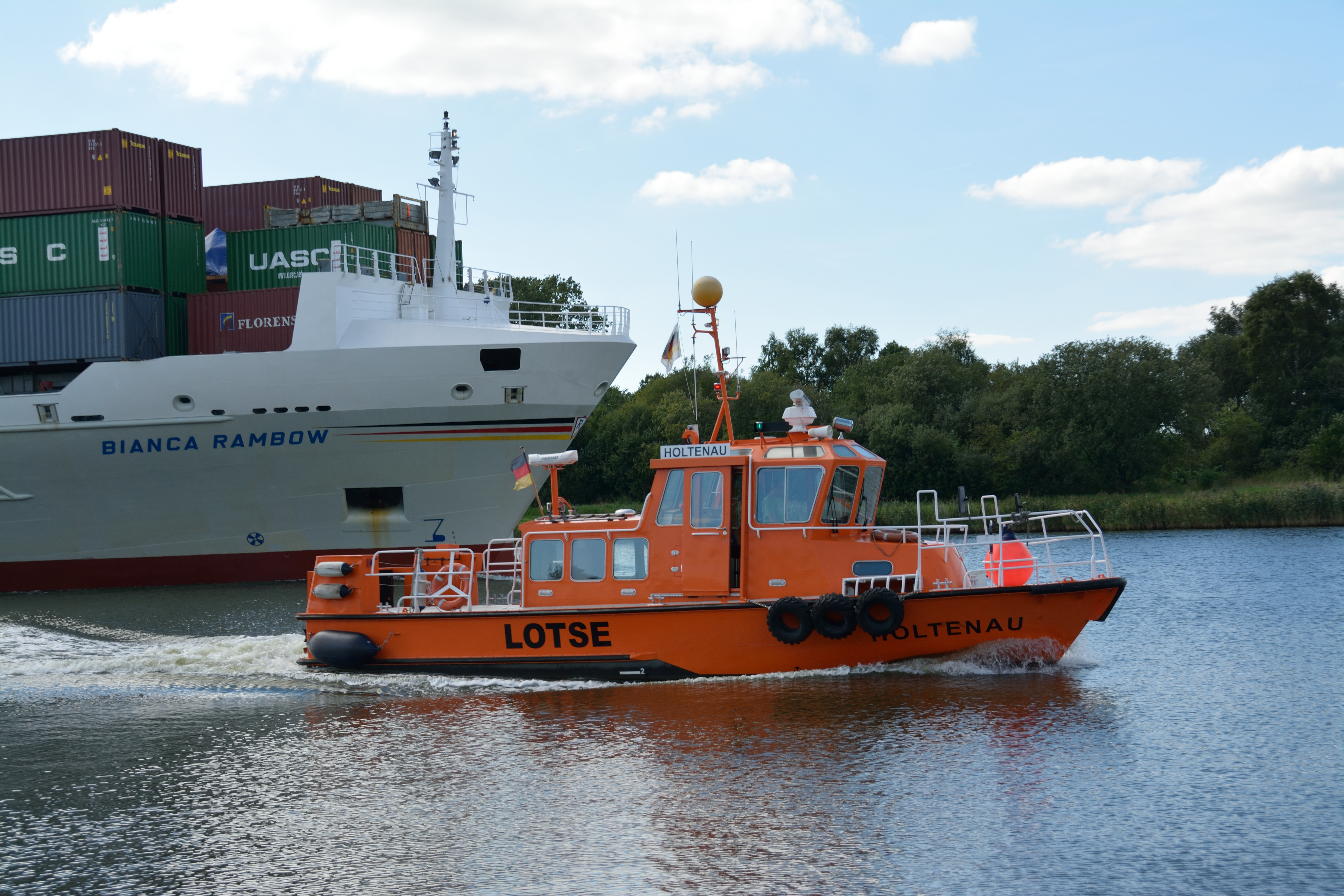
Lotsenboot Holtenau im Einsatz

Blick auf den Nord-Ostsee-Kanal von Holtenau aus blickend